# أساسنز كريد 4: بلاك فلاغ
أساسن كريد 4: بلاك فلاغ (بالإنجليزية: Assassin's Creed IV : Black Flag)‏ هي لعبة فيديو من نوع أكشن-مغامرات وعالم مفتوح، وهي الجزء الرئيسي السادس من سلسلة أساسنز كريد وأحداثها تقع قبل أحداث أساسنز كريد III التي صدرت في عام 2012. اللعبة من تطوير يوبي سوفت مونتريال ومن نشر يوبي سوفت. اللعبة صدرت في تاريخ 29 أكتوبر 2013 في أمريكا الشمالية وفي 1 نوفمبر 2013 في أوروبا، على أجهزة بلاي ستيشن 4 وبلاي ستيشن 3 وإكس بوكس ون وإكس بوكس 360 وويندوز ووي يو. اللعبة هي الأولى في السلسلة مترجمة للعربية.

## القصة
تدور أحداث اللعبة في سنة 1715، في البحر الكاريبي وتحديدا في بونافيستا في معركة بحرية ضخمة بين القراصنة والإنجليز وانتهت المعركة بفوز سفينة إدوارد كينواي بعد اغراق سفن الإنجليز لكن يتفاجئ ادوارد كينواى بقتل كابتن السفينة بواسطة الاساسان دانكان والبول وعندما كانا سيهاجمان بعضهما انفجرت سفينة إدوارد كينواي اغمى عليهما في الماء وتذكر إدوارد كينواي زوجتة عندما قالت له ما مدة التي ستعمل فيها كقرصان قال لها سنه أو سنتين على الأكثر ويفيق الاثنان يجدوا نفسها على ساحل جزيرة كانا منهكان ثم قال دانكان والبول إلى إدوارد كينواي هانا يجب أن اذهب قال ادوارد ساخرا يجب أن نبنى لك سفينة قال له دانكان ستفعل ام لا قال ادوارد له اكمل الحديث مهددا له بمسدس ثم هرب دانكان دانكان وأخذ ادوارد يبحث عنه حتى عثر عليه وقتله وقرأ الرسالة والتي مكتوب فيها «سيد دانكان والبول اقبل بعرضك الكريم وانا بانتظار قدومك بفارغ الصبر إذا كنت تعلم الملوات التي نحتاجها بالفعل فنحن على استعداد على مكافأتك رغم على اننى لا اعرف وجهك الا اننى على يقين على اننى سأميز لباسك الشهير سئ السمعة بسبب نظامكم السرى على هذا تعال إلى هافانا بسرعة وثق بأن سيتم الترحيب بك كأخ خادمك الأكثر تواضعا المحافظ ليوناردو توريس ي ايلا» بعد قرأة الرسالة لبس ادوارد ملابس الاساسن الخاصة بدانكان وأخذ يبحث عن الطريق إلى هافانا ويبحث عن سفينة تقلة إلى هافانا رأى عساكر الإنجليز تتهم شخصا بأنه قرصان فأنقذة ادوارد وتعرف على ذلك الرجل واسمه ستيد بونيت وهو تاجر يملك سفينة صغير يستخدمها في نقل البضائع واخذه معه إلى هافانا وتتوالى الاحداث وينقلب على ليوناردو توريس ويصبح مع الاسيسان ويقع على هامش ثلاث امبراطوريات. قام مجموعة من المجرمين باستيلاء على أهم معبر تجاري في العالم، وبذلك تحول الكاريبي إلى مقاطعة متمردة عن القانون يحكمه القراصنة، حيث يعم الفساد والشر والجشع.
أحد هؤلاء هذه القراصنة هو (إدوارد كينواي). مقاتل شجاع انتشرت سمعته بين القراصنة، وشيئاً فشيئاً يجد نفسه وسط الحرب الأزلية بين الـ الحشاشون وفرسان الهيكل التي تهدد كل ما بناه القراصنة.

## شخصيات اللعبة

### بطل اللعبة

بطل اللعبة إدوارد كينواي.

لعبة أساسنز كريد IV ستتضمن بطل جديد مع أسلوب لعب مطور وآلية معارك بحرية.
بطل اللعبة هو إدوارد كينواي ولد في 10 مارس عام 1693 في ويلز، تزوج من كارولين سكوت وهي أكبر منه بعامين وانجب منها فتاه اسمها جينيفر كينواى لكنها احبت بعدما بلغت سن ال18 عشر ان ينادوها جينيفر سكوت على اسم عائلة والدتها وهو والد هيثم كينواي لكن ليس من نفس الام وجد كونور كينواي، بطل أساسنز كريد III. هو قرصان إنجليزي صاخب، تحركه دوافع عديدة أهمها مظهره في نظر عائلته، والانتقال لمستوى معيشة أفضل والبحث عن الثراء الفاحش من خلال كنوز البحر الكاريبي، فهو يطمح أن يكون واحدا من النخبة، زواج «إدوارد» الهش سيكون له تأثير كبير على مجريات اللعبة، مسلح بأربع مسدسات فلينتلوك وسيفين مقوسين، بالإضافة إلى النصل المتخفي بين يديه الذي اشتهر به الحشاشون.

### الشخصيات الأخرى
اللعبة ستتضمن شخصيات تاريخية مثل:-
- بنجامن هورنيغولد: القرصان الذي أسس جمهورية القراصنة.
- وآن بوني: ولدت عام 1702 وولد في ايرلاندا قرصانة أنثى أثبتت وجودها بين الرجال في عالم القرصنة.
- ماري ريد: ولدت عام 1695 قرصانة شجاعة وقوية وصديقة للقرصانة «آن بوني» وتعد من أشهر القراصنة الإناث ولم تقل لهم انها امرأة وكانوا ينادونها جيمس كيد، أثبتت وجودها في عالم القرصنة.
- وبلاكبيرد: أحد أعظم القراصنة على الأطلاق قتل في كارولينا الشمالية في إحدى المعارك البحرية الضخمة.

كاليكو جاك: من القراصنة الذين كانوا في ناساو.
تشارلز فين: قرصان شجاع وقوى وإحدى اصدقاء بنجامين هورنيغولد.
ستيد بونيت: ولد عام 1688 وهو تاجر انجليزى انقذه إدوارد كينواي من الإنجليز عندما اعتقدوا انه قرصان عرض عليه إدوارد كينواي ان يعيش في ناساو وان يصبح قرصانا لكنه يرفض وفي النهاية أصبح من طاقم بلاكبيرد وبعد فترة استخدم سفينتة في القرصنة التي كان يستخدمها في نقل البضائع ومات عام 1718.
اديوالى: ولد في ترينداد عام 1692 وهو مساعد إدوارد كينواي
دانكان والبول: ولد عام 1679 وهو اسيسان انجليزى وهو الابن الثانى لروبرت والبول قتل على يد إدوارد كينواي وبعدها لم يسمع الاسيسان في إنجلترا عنه مجددا.
جوليان دى كاسيه: ولد في مونبيلير عام 1682 وهو أحد أعضاء منظومة فرسان الهيكل وقتل عام 1715
على يد إدوارد كينواي.
ادوارد ثاتش: ولد في بريستول عام 1680 وهو قرصان مغامر وقوى.
ليوناردو توريس: ولد في كوبا عام 1645 وهو حاكم مدينه هافانا وعضو في فرسان الهيكل ورتبة هي جراند ماستر وهي أكبر رتبة وقتله إدوارد كينواي عام 1721.
وودز روجرز: ولد عام 1679 وهو عضو منظومة فرسان الهيكل.

## عالم أساسنز كريد IV
عادت المعارك البحرية التي رأيناها في أساسنز كريد III، وستتضمن ACIV بيئة بحرية مفتوحة، تعطي اللاعب حرية الذهاب أينما شاء وتنفيذ المهمات التي يريدها. العالم يحتوي على مدن كهافانا وكينغستون وناساو (مدينة القراصنة) وقرى صيد والكهوف المخبأة التي يستخدمها المهربون والأدغال وجزر جوز الهند.

## المعارك البحرية

المعارك البحرية في أساسنز كريد IV: بلاك فلاغ.

جاك دو بالإنجليزية: "Jackdaw" هي سفينة اللاعب الخاصة، ويمكن اعتبارها ثاني أهم شخصية في لعبة أساسنز كريد IV. من الخيارات تحسين السفينة وتطوير أسلحتها مع التقدم في اللعبة. لتطوير السفينة، يتوجب على اللاعب مهاجمة السفن الأخرى والاستيلاء على ذخيرتها ومعدتها ليستخدمها في سفينته. نوع السفن الذي يمكن مهاجمتها يعتمد على المستوى الشخصي. فمثلاً، في المستويات الأولى لن يتمكن اللاعب من مهاجمة السفن الحربية الضخمة. الفكرة في اللعبة هو أنه عليه مهاجمة السفن الصغيرة لتطور سفينته، وعندئذ سيتمكن من مهاجمة السفن الكبرى.
هناك ميزة «المنظار» الذي يخول اللاعب من تفقد السفن البعيدة لتحدد ما إن كان قادر على التغلب عليها، وما هي الغنائم الكامنة في السفينة، وعندئذ يمكنه أن يقرر مهاجمتها أو تفاديها للوقت الحالي.
طاقم السفينة يلعب دور كبيراً في اللعبة، يحتاج اللاعب إلى طاقم لإدارة السفينة، ولذلك عليه أن يعمل على عدم خسارتهم في المعارك أو في العواصف.

## أهم السفن
مان اوف وار
جاكيدو
الدورادو
ذا ريفانج
ذا بينجامين
ذا جاكوبيت

## التطوير
صرحت شركة يوبي سوفت بأن لعبة أساسنز كريد IV: بلاك فلاغ يتم تطويرها من قبل 7 إستديوهات مختلفة للتأكد من وصول اللعبة بالوقت المناسب لجميع الأجهزة المختلفة.
- طور اللعب الفردي مقسم بالتطوير بشكل رئيسي على إستديوهات (يوبي سوفت مونتريال، يوبي سوفت أوكرانيا، يوبي سوفت كيبك ويوبي سوفت سنغافورة).
- إن إستديو (يوبي سوفت آنسيو ويوبي سوفت بوخارست) يعملان على طور اللعب الجماعي.
- إستديو (يوبي سوفت بلغاريا) يعمل على بعض العناصر العصرية للعبة.
- التطوير الرئيسي يتم عمله من قبل إستديو (يوبي سوفت مونتريال).
- عدد المطورين الذين يعملون على اللعبة ربما يصل إلى 1000 شخص.
- إن إستديو يوبي سوفت سنغافورة الذي عمل على جزء أساسنز كريد III يمتلك دور كبير بتطوير اللعبة.

## موعد الإطلاق
أساسنز كريد IV: بلاك فلاغ: صدرت في تاريخ 29 أكتوبر 2013 في أمريكا الشمالية وفي 1 نوفمبر 2013 في أوروبا، على أجهزة بلاي ستيشن 4 وبلاي ستيشن 3 وإكس بوكس ون وإكس بوكس 360 وويندوز ووي يو.

## معلومات أخرى
في نوفمبر 2013، قامت شركة ألعاب الفيديو يوبي سوفت بتمويل استخراج الجثة الإسبانية، امارو البغروس، لإعادة تكوين وجهه بسبب ظهوره المحتمل في أساسين كريد 4: بلاك فلاغ. للمرة الأولى في التاريخ، أخرجت الشركة في صناعة ألعاب الفيديو بقايا شخصية تاريخية في حملة رائدة جذبت اهتمام وسائل الإعلام الوطنية والدولية. بالإضافة إلى ذلك، كان لعملية استخراج الجثث هذه اكتشافات مهمة حول ملامح هذا القرصان الأسطوري.